# Thanh Chi
Thanh Chi là một xã thuộc huyện Thanh Chương, tỉnh Nghệ An, Việt Nam.
Xã Thanh Chi có diện tích 8,72 km², dân số năm 1999 là 4882 người, mật độ dân số đạt 560 người/km².